# Katavaluoto, Nagu
Katavaluoto är en ö nära Själö i Nagu,  Finland. Den ligger i Skärgårdshavet i Pargas stad i den ekonomiska regionen  Åboland i landskapet Egentliga Finland, i den sydvästra delen av landet. Ön ligger just söder om Själö, 5 kilometer nordost om Nagu kyrka, 28 kilometer sydväst om Åbo och omkring 160 kilometer väster om Helsingfors. Närmaste allmänna förbindelse är förbindelsebryggan vid Själö som trafikeras av M/S Falkö och M/S Östern.
Öns area är 2,2 hektar och dess största längd är 200 meter i sydväst-nordöstlig riktning.